# Чорноморська штурманська рота
Чорноморська штурманська рота — навчальний заклад в Миколаєві, створений на основі штурманського училища, але уже не цивільної, а виключно воєнної спрямованості .

## Історія
У 1795 році з Херсона до Миколаєва переведений морський кадетський корпус, який розмістився у спеціально зведеному для нього приміщенні, будівництво якого було закінчене цього ж року. Попечителем та розпорядником його став капітан першого рангу Микола Язиков. В рік переведення кадетського корпусу до Миколаєва відбувся випуск на флот 21 гардемарина. Наступного року Комітет освіти при Адміралтейств-Колегії вирішив, що достатньо мати один кадетський корпус в Петербурзі, а в новозбудованому приміщенні краще відкрити штурманське училище та училище корабельної архітектури.

### Реорганізація в Чорноморську штурманську роту
4 червня 1826 року за директорства Пантелеймона Адамопуло, указом імператора Чорноморське штурманське училище було реформоване на Чорноморську штурманську роту, а це значить, що училище мало діяти винятково на військовій основі. Наступного року, з утворенням Корпусу флотських штурманів, рота офіційно була введена до складу військово-морських навчальних закладів, після чого бажаючих навчатися в ній стало стільки, що зникла необхідність набирати учнів серед слухачів артилерійського чи флотських училищ.

## Випускники першого училища
Чорноморське штурманське училище — навчальний заклад, який по праву можна назвати одним із перших училищ Миколаєва (1795). У різний час випускниками навчального закладу були: О. І. Казарський — капітан-лейтенант, командир брига «Меркурій», екіпаж якого в нерівному бою 1829 року потопив два турецькі лінійні судна, С. І. Чернявський — очільник відділу кораблебудування Морського технічного комітету Морського міністерства, М. П. Манганарі — генерал-майор, науковець, який займався створенням «Полного географического атласа Черного и Азовского морей», любитель старовини, що тривалий час співпрацював з Одеським товариством історії та старожитностей.

### Казарський О. І.
Олександр Казарський вступив волонтером на флот у 1811 році, ставши кадетом Миколаївського штурманського училища. Заняття в училищі супроводжувалися історіями про бойову славу російського флоту. Серед вчителів Казарського був Л. А. Латишев, який плавав з Ушаковим і брав участь у взятті Корфу. З часів навчання в училищі кумиром Казарського на все життя став адмірал Сенявін. Будучи скромним і сором'язливим, Олександр важко сходився з людьми і справжніх друзів не мав. Тим не менш, він зійшовся з деякими однокурсниками по кадетському корпусу, з яких можна виділити Миколу Чижова, сина військового радника і племінника заслуженого професора Петербурзького університету Дмитра Семеновича Чижова. Казарський і Чижов стали приятелями. Микола був начитаний і прищепив Олександру любов до літератури. 

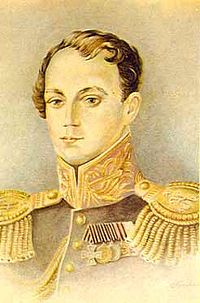
О. І. Казарський

## Керівники штурманської роти
- П. А. Адамопуло
- Ф. М. Шмельов
- М. П. Манганарі

## Правила прийому на службу та організація навчання
1839 р. було затверджено нові правила прийому слухачів до Чорноморської штурманської роти, які повністю дублювали правила прийому до І-го штурманського напівекіпажу, що діяв у С. -Петербурзі. Право на навчання у штурманській роті мали діти дворян, офіцерів та чиновників Морського відомства. Батьки, родичі чи опікуни, котрі вбачали у своїх чадах майбутніх флотських офіцерів, мали подавати прохання на ім'я управляючого ротою за спеціальною формою з додачею свідоцтва про народження та хрещення, медичної довідки та документів про те, що дитина більше ніде не навчається. У випадку, якщо документи були оформлені належним чином, усіх бажаючих зараховували до роти кандидатами. Сформовані списки кандидатів управляючий навчальним закладом брав на свій розгляд, до зарахування в училище потрібно було чекати 3 — 4 роки, в залежності від того, як звільнялися вакансії у навчальному закладі. На навчання зараховувалися діти 10–16 років, як правило, перевага надавалася тим кандидатам, котрі володіли знаннями з російської мови, Закону Божого, початкової математики, географії, історії, а також уміли писати під диктовку. Окрім вихованців, що отримували знання за рахунок державної скарбниці, штурманська рота здійснювала підготовку 20 осіб, що навчалися за власні кошти. Вони також вступали до навчального закладу на загальних умовах. Плата за рік навчання становила 96 руб. 50 коп

### Навчальний процес
Строк навчання у Чорноморській штурманській роті становив 8 років. Як правило, при підготовці вихованців заняття з теоретичної підготовки поєднувалися з практичними видами роботи. З астрономії учні самостійно виконували спостереження у спеціально обладнаній обсерваторії на подвір'ї роти, з навігації — займалися різної складності математичними підрахунками, прокладанням ймовірних морських шляхів на картах, з фізики учні проводили досліди, з географії креслили географічні карти за заданим масштабом на великих дошках, використовуючи чорні та білі сітки, з російської мови вчилися писати на слух, а також самостійно складати невеличкі прозові й віршовані твори, з іноземних мов — займалися перекладом, з корабельної архітектури і пароплавної механіки виготовляли моделі вітрильних суден, креслили різні частини корабля і парового устаткування. Разом з тим, в окремі дні вихованці роти відвідували адміралтейство, де спостерігали за побудовою суден і монтажем парових машин.Крім класних практичних занять, як і раніше, влітку гардемарини штурманської роти здійснювали навчальні плавання на військових кораблях і фрегатах, на яких виконували роботу помічника штурманського офіцера. Як бачимо, практичні навчання майбутніх офіцерів були спрямовані не лише на підготовку кваліфікованих моряків, а й мали сприяти формуванню всебічно розвинених особистостей, які розумілися не лише на тонкощах обраної професії, а й добре знали кілька мов, літературу, музику і т. д. Можна з впевненістю констатувати, що навчальний заклад готував своєрідну військову еліту регіону. Виховання в слухачів Чорноморської штурманської роти високої моральності, шляхетності, взаємоповаги та інших позитивних чеснот проходило на уроках Закону Божого та під час богослужінь в установлені святкові дні. Багато вихованців роти займалися церковним співом і відповідно співали в храмах і церквах Миколаєва. Слухацькі аудиторії навчального закладу прикрашали портрети випускників удостоєних високих бойових та державних нагород. У цьому плані обов'язково мали бути представлені кавалери ордена Святого Георгія.

## Завершення навчання
По закінченню строку навчання впродовж грудня, січня та лютого проходили іспити в три етапи. Екзамени приймала спеціально призначена комісія з викладачів морських, штаб- та обер-офіцерів у присутності інспектора штурманської роти.

### Перший етап
На даному етапі кожен вихованець мав скласти комплексний іспит з математичних наук. Рівень знань кожного випускника члени комісії відзначали в своїх списках балами, встановлених для військових навчальних закладів за 12-бальною шкалою, а потім для кожного з випускників окремо виводився середній бал, який і вносився до загальної екзаменаційної картки. Всі інші іспити вихованці штурманської роти складали за екзаменаційними білетами.

### Другий етап
Випускники складали новий екзамен за присутності комісії, сформованої із офіцерів Корпусу флотських штурманів під головуванням командувача Чорноморського флоту і портів.

### Заключний етап
Третій етап включав останній іспит, що відбувався за присутності головнокомандувача та начальника штабу Чорноморського флоту, а також усіх адміралів, генералів і штабних офіцерів. Лише після цього вихованці, що добре витримали випускні екзамени, в залежності від кількості набраних балів, отримували звання прапорщика або кондуктора Корпусу флотських штурманів [11, с. 453—454] та розподілялися на кораблі Чорноморського флоту

Чорноморське штурманське училище для хлопців

## Висновок
Штурманська рота давала професійну, теоретичну і життєву підготовку. Про це свідчать передусім ряди її випускників, серед яких значаться: Микола Андрійович Аркас, надалі генерал-ад'ютант, адмірал, Головний командир Чорноморського флоту і портів; Василь Андрійович Даценко — учасник оборони Севастополя, а надалі видавець «Миколаївського листка», миколаївський міський голова; викладач математики і морехідних наук в Петербурзькому морському корпусі, редактор журналу «Морська збірка» в 1854—1855 роках капітан-лейтенант Єгор Петрович Буцький, учасник оборони Севастополя, надалі капітан над портом в Петербурзі, контр-адмірал Микола Данилович Ворожайкін, командир 2-го Чорноморського екіпажа, учасник оборони Севастополя, контр-адмірал Михайло Костянтинович Селістров, контр-адмірал Василь Мойсейович Сухомлин, учасник Синопської битви, командир корабля «Великий князь Костянтин», пізніше — захисник Севастополя, капітан 2-го рангу Лев Андрійович Єргомишев, редактор газети «Кронштадський вісник», начальник друкарні Морського міністерства, капітан 1-го рангу Спиридон Ілліч Недєлькович, завідувач Морським музеєм в Петербурзі, полковник Іларіон Якович Чайковський та інші.